# Sargon I.
Šarru-kin I. neboli Sargon I. (z asyrského Šarrum-ken – Pravý vládce) byl král staroasyrské říše v letech (přibližně) 1848–1818 př. n. l..
Narodil se (jako syn předchozího krále Ikúnuma a neurozené ženy) někde při horním toku Tigridu.
Jeho jméno – Sargon – bylo charakteristické pro uzurpátora.
Za jeho vlády proběhlo úplné zatmění Slunce; podle moderních výpočtů mělo být v roce 1833 př. n. l.